# Vaulnaveys-le-Haut
Vaulnaveys-le-Haut est une commune française située dans le département de l'Isère en région Auvergne-Rhône-Alpes.
Situé dans l'agglomération grenobloise, au sud de la vallée d'Uriage, ses habitants sont dénommés les Vaulnaviards.

## Géographie

### Situation et description

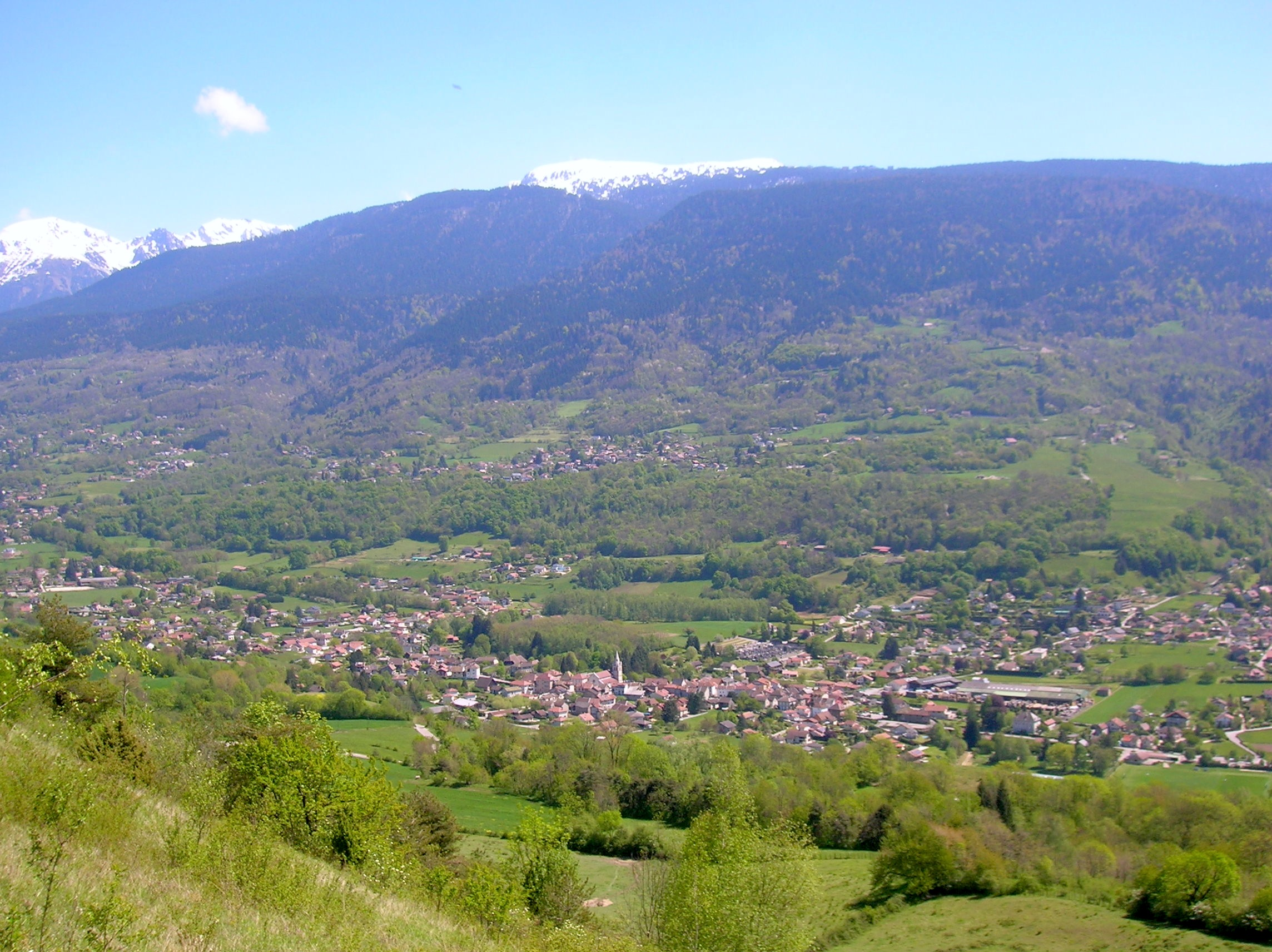
Vue générale depuis les crêtes d'Herbeys.

Vaulnaveys-le-Haut est une commune située dans une vallée glaciaire en forme de coque de bateau, à l'origine du nom de la commune (Val + Navis).
Vaulnavey est situé à environ quinze kilomètres au sud-est de Grenoble, entre la vallée d'Uriage et Vizille. Une partie de son territoire est occupée par la station thermale d'Uriage-les-Bains.

### Communes limitrophes
| Herbeys           | Saint-Martin-d'Uriage |             |
| Brié-et-Angonnes  | Vaulnaveys-le-Haut    | Chamrousse  |
| Vaulnaveys-le-Bas |                       | Séchilienne |

### Climat
Pour des articles plus généraux, voir Climat d'Auvergne-Rhône-Alpes et Climat de l'Isère.
En 2010, le climat de la commune est de type climat océanique altéré, selon une étude du Centre national de la recherche scientifique s'appuyant sur une série de données couvrant la période 1971-2000. En 2020, Météo-France publie une typologie des climats de la France métropolitaine dans laquelle la commune est exposée à un climat de montagne ou de marges de montagne et est dans la région climatique  Alpes du nord, caractérisée par une pluviométrie annuelle de 1 200 à 1 500 mm, irrégulièrement répartie en été. 
Pour la période 1971-2000, la température annuelle moyenne est de 11,1 °C, avec une amplitude thermique annuelle de 19 °C. Le cumul annuel moyen de précipitations est de 1 138 mm, avec 10 jours de précipitations en janvier et 6,7 jours en juillet. Pour la période 1991-2020, la température moyenne annuelle observée sur la station météorologique de Météo-France la plus proche, « Chamrousse », sur la commune de Chamrousse à 5 km à vol d'oiseau, est de 5,8 °C et le cumul annuel moyen de précipitations est de 1 219,3 mm,. Pour l'avenir, les paramètres climatiques de la commune estimés pour 2050 selon différents scénarios d'émission de gaz à effet de serre sont consultables sur un site dédié publié par Météo-France en novembre 2022.

### Voies de communication
La commune est traversée par la route départementale 524 (RD524) qui relie Uriage à Vizille.

## Urbanisme

### Typologie
Au 1er janvier 2024, Vaulnaveys-le-Haut est catégorisée petite ville, selon la nouvelle grille communale de densité à sept niveaux définie par l'Insee en 2022.
Elle appartient à l'unité urbaine de Vizille, une agglomération intra-départementale regroupant sept  communes, dont elle est ville-centre,,. Par ailleurs la commune fait partie de l'aire d'attraction de Grenoble, dont elle est une commune de la couronne,. Cette aire, qui regroupe 204 communes, est catégorisée dans les aires de 700 000 habitants ou plus (hors Paris),.

### Occupation des sols

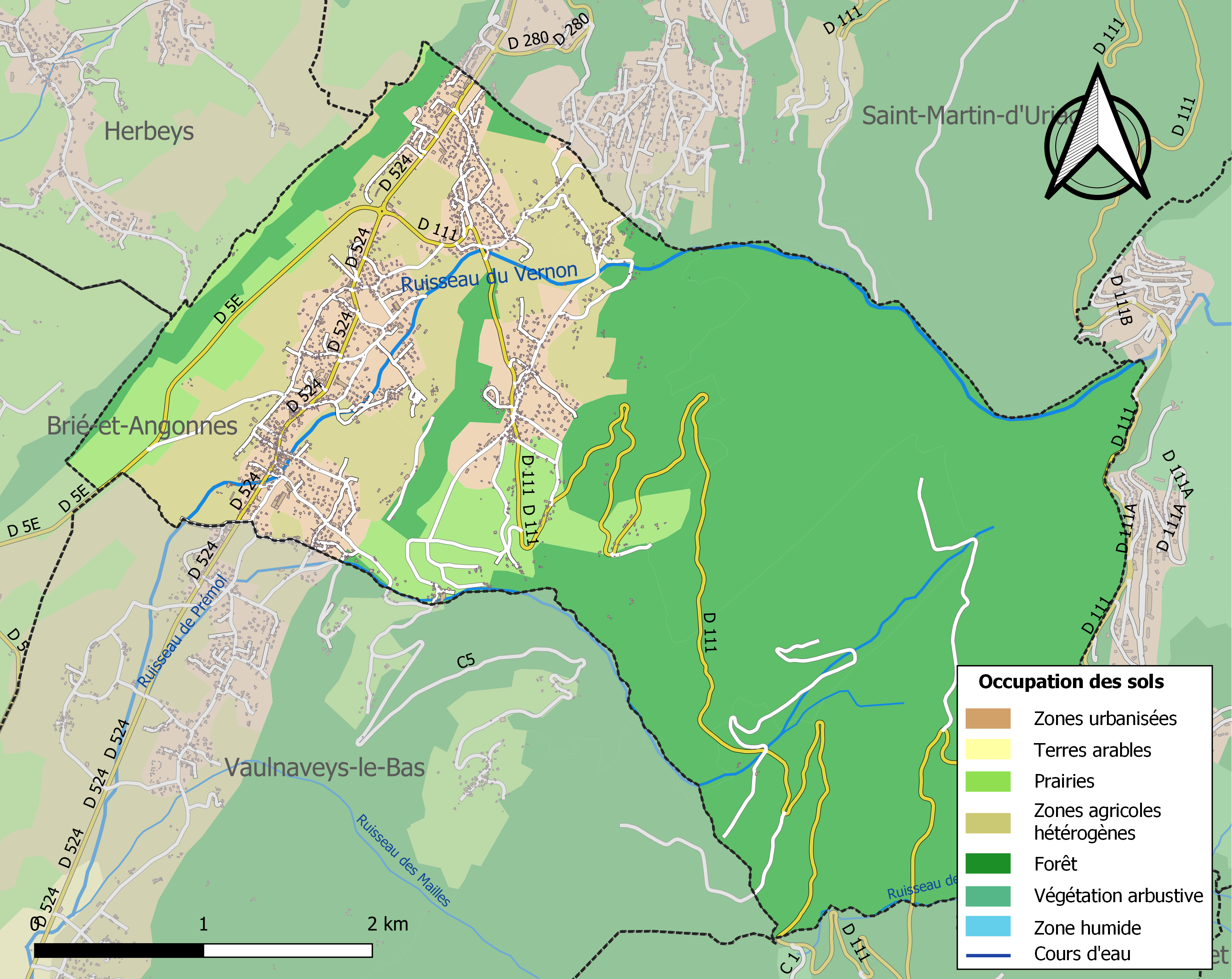
Carte des infrastructures et de l'occupation des sols de la commune en 2018 (CLC).

L'occupation des sols de la commune, telle qu'elle ressort de la base de données européenne d’occupation biophysique des sols Corine Land Cover (CLC), est marquée par l'importance des forêts et milieux semi-naturels (65,5 % en 2018), une proportion sensiblement équivalente à celle de 1990 (65,6 %). La répartition détaillée en 2018 est la suivante : 
forêts (65,5 %), zones agricoles hétérogènes (14,1 %), zones urbanisées (11,6 %), prairies (8,8 %).
L'IGN met par ailleurs à disposition un outil en ligne permettant de comparer l’évolution dans le temps de l’occupation des sols de la commune (ou de territoires à des échelles différentes). Plusieurs époques sont accessibles sous forme de cartes ou photos aériennes : la carte de Cassini (XVIIIe siècle), la carte d'état-major (1820-1866) et la période actuelle (1950 à aujourd'hui).

### Risques naturels et technologiques

#### Risques sismiques
L'ensemble du territoire de la commune de Vaulnaveys-le-Haut est situé en zone de sismicité n°4 (sur une échelle de 1 à 5), comme la plupart des communes de son secteur géographique, mais en limite de la zone n°3.
| Type de zone | Niveau            | Définitions (bâtiment à risque normal) |
| ------------ | ----------------- | -------------------------------------- |
| Zone 4       | Sismicité moyenne | accélération = 1,6 m/s2                |

## Toponymie
Faire dériver le nom de Vaulnaveys d’une vallée où l'on cultive des navets ne peut que faire sourire les étymologistes. Plus sérieusement, certains ont voulu voir dans le nom du bourg l'altération du latin « Vallis nova » (« vallée nouvelle »), avec l'idée que la vallée de Vaulnaveys avait autrefois été empruntée par la Romanche lorsqu’elle était un affluent direct de l’Isère, avant d’être capturée par le Drac. S'il est avéré qu'une langue du glacier de la Romanche a façonné le sud de la vallée durant la glaciation de Würm,, l'entaille des gorges du Sonnant entre Uriage et Gières est longtemps restée une énigme. Quoi qu'il en soit, cette étymologie est jugée peu crédible.
Depuis plusieurs siècles, on s'accorde en revanche pour reconnaître à la vallée de Vaulnaveys une forme de navire, l'imagination de certains faisant même du château d'Uriage la poupe et du château de Vizille la proue du bateau. Vers 1050, une charte par laquelle Arnulfe, sa femme Frideburge et leur fils Rodulfe font don à Odilon de Cluny d'un manse sis aux Alberges — maintenant entre le centre du bourg et Uriage — fait apparaître pour la première fois le toponyme latin de « Vallis Navis » (« vallée du navire »),. Un toponyme légèrement différent est utilisé deux siècles plus tard : « Vallis Navigii », où « navigium » est employé comme synonyme de « navis ». C'est sous ce nom de « Vallis Navigii » que le village apparaît par exemple dans l'acte de fondation de la  chartreuse de Prémol en 1234. L'origine navale du nom semble donc établie avec une quasi-certitude.
Comme « navigium » peut désigner en latin aussi bien un navire, un radeau, une navigation ou un trajet par eau, certains étymologistes ont pensé que le Vernon, qui arrose Vaulnaveys, était un cours d'eau navigable, et même pourvu de bacs. Mais le ruisseau ne fait guère plus d’un ou deux mètres de large, et l’on reste dubitatif devant cette explication.     

## Histoire

### De l'Antiquité auXIesiècle
Il est difficile de dissocier l'histoire de Vaulnaveys-le-Haut de celle de Vaulnaveys-le-Bas (ces deux communes ayant longtemps partagé la même église et donc longtemps formé une seule paroisse), tout comme de celle de la station thermale d'Uriage, située pour moitié sur la commune de Saint-Martin-d'Uriage et sur celle de Vaulnaveys-le-Haut. Avant la conquête romaine, les premiers habitants connus étaient les Allobroges, dont le territoire
s'étendait de la basse vallée de la Saône au Trièves, et du Massif central au Léman. Peuplant les hauteurs de la région, ils se révèlent de farouches résistants à l’envahisseur romain au cours du Ier siècle av. J.-C.. Leur ardeur belliqueuse est telle que Polybe les appelle « Gésates » du nom de leurs lances à la pointe effilée « la gesa ». Le  camp militaire qui garde au Sud l’entrée de la vallée de Vaulnaveys est nommé par les Romains « Castra Vigiliae », littéralement « camp de veille » tant le repos des soldats y est banni en raison des attaques incessantes des Gaulois.  Ce camp donnera plus tard son nom à la localité de Vizille.
À partir du règne d'Auguste, les Romains s'implantent solidement dans la région et découvrent, en un lieu qui allait devenir Uriage, une source thermale permettant aux garnisons de prendre un peu de détente. C'est de cette époque que l'on peut dater les nombreux vestiges retrouvés à Uriage lors de fouilles qui y furent entreprises au début du XIXe siècle : des tronçons de colonnes, des piscines, des bains et des canalisations furent mises au jour et expertisées par Champollion.
On ne trouve guère trace des Invasions barbares qui ont pourtant dû, comme ailleurs dans le reste de l'Empire romain, affecter la région à partir du IVe siècle. En revanche, la curieuse présence de Sarrasins est mentionnée au Xe siècle dans la région de Grenoble. Il s'agit probablement d'une interprétation tardive de l'expression « après la destruction des païens » utilisée par saint Hugues dans son cartulaire daté du XIe siècle. Ces « païens » (mais pas forcément sarrasins) s'étaient emparés de la région de Grenoble et avaient contraint l'évêque Isarn à prendre la fuite. Celui-ci leva une armée en faisant miroiter à des « étrangers » la perspective de vastes domaines s'ils l'aidaient à recouvrer Grenoble. Les « païens » furent défaits vers 965 à la bataille de Chevalon. C'est ainsi que la vallée de Vaulnaveys fut attribuée à l'une des familles ayant apporté son aide à l'évêque Isarn : les Alleman, tandis que les Béranger reçurent la région de Sassenage, et les Ainard celle de Domène.
En 1007, Alleman légua son fief à ses deux fils Pierre et Alleman II (Allemannus Allemanni), et ce sont eux qui, dès le XIe siècle, auraient fondé une place forte à l'emplacement de l'actuel château d'Uriage. Selon une tradition touchante, ces deux frères vécurent en si bonne entente qu'ils décidèrent de joindre les deux tours qu'ils avaient construites séparément par une galerie transversale leur permettant de se rendre visite plus commodément.

### DuXIIeauXIVesiècle
« Jamais souche féodale [celle des Alleman] ne produisit plus de rameaux », aux extrémités desquelles se trouvaient de nombreux rejetons se portant mutuelle assistance en cas d'attaque. C'est ce qui a donné naissance à l'expression dauphinoise « Gare à queue des Allemans ! ». Les Alleman, dans leur brouille avec les Ainard, sont à l'origine de la brigue qui, au désespoir du dauphin Humbert II, ensanglantera et ruinera le Dauphiné entre 1335 et 1340.

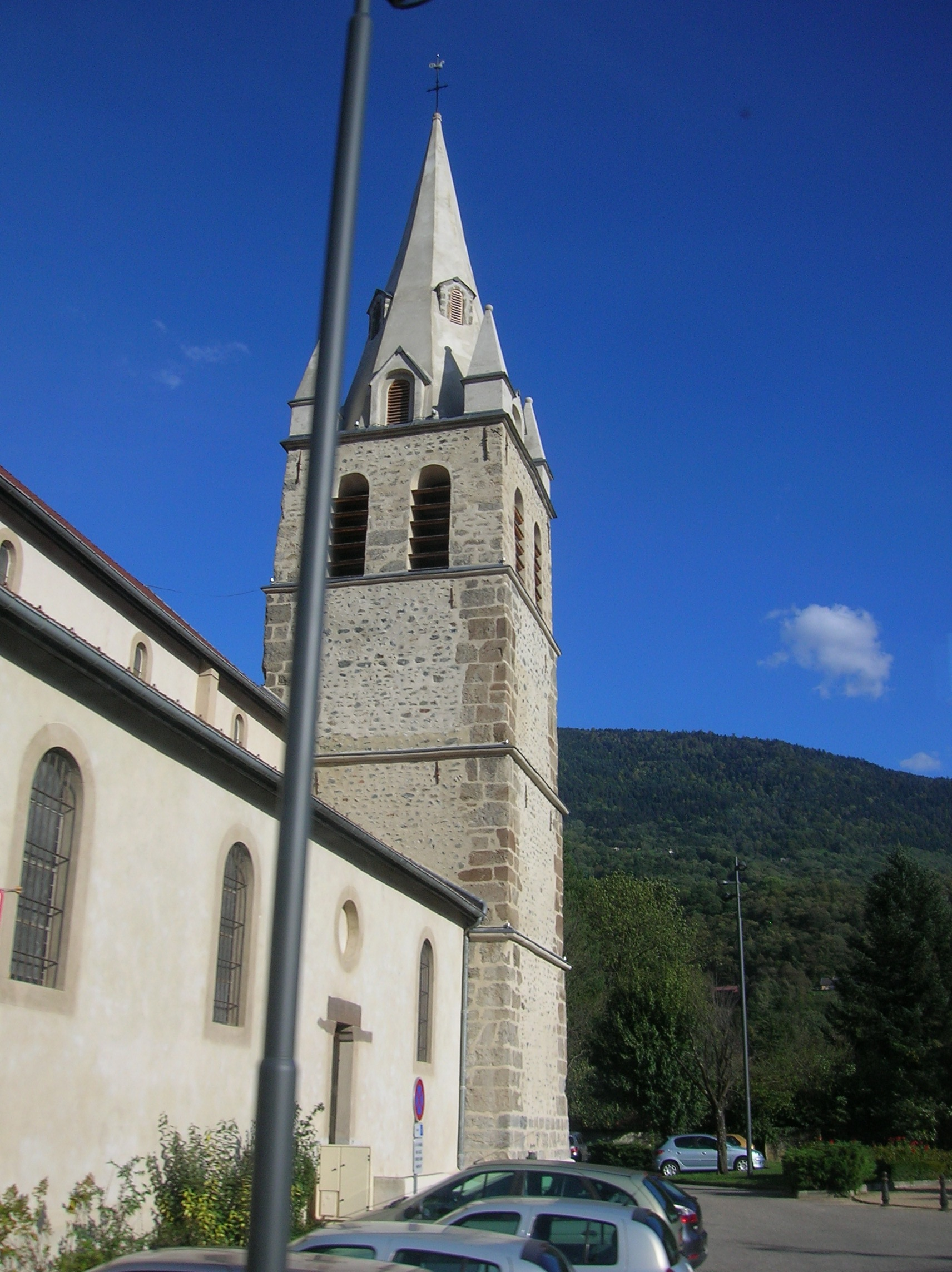
Le clocher de l'église Saint-Jean.

Au Moyen Âge, la population était soumise au pouvoir des seigneurs, mais aussi, comme dans tout ce qui allait devenir la France, à celui de l'Église. C'est au XIIe siècle que le prieuré de Vaulnaveys fut fondé par les religieux augustins d'Oulx. Au siècle suivant, la dauphine Béatrice de Montferrat fonde la chartreuse de Prémol.
Dans la seconde moitié du XIVe siècle s'éteint avec Hugonin, conseiller du dauphin Charles de France (le futur Charles V), la lignée des Alleman du Valbonnais, alors considérée comme la branche dominante de la famille. Guigue de Vaulnaveys, oncle de Hugonin, revendique le domaine de son neveu, mais ne parvient à s'en faire attribuer que la moitié. En fait, à la suite de démêlés avec la justice, il ne pourra jamais jouir de ces nouvelles possessions. Il perd surtout la prérogative qu'aurait pu sinon exercer la branche de Vaulnaveys, et les Alleman d'Uriage se placent à la tête de la famille. C'est Guigue qui, en 1350, fit construire dans la plaine au sud de Grenoble, dans ce qui est maintenant le quartier du Village olympique, une maison forte à laquelle il donna son nom (ferme de Vaulnaveys). Il en reste une tour de brique haute d'une dizaine de mètres (Tour de Prémol) particulièrement bien conservée.

### DuXVesiècleà la Révolution
Un siècle plus tard, le dauphin (le futur Louis XI) s'oppose à son père le roi Charles VII et commence à briser les liens unissant le Dauphiné à l'autorité royale. Par ailleurs, il traite rudement les hauts et puissants seigneurs locaux, ce qui amène la famille Alleman à former une sorte de ligue qu'ils officialisent le 1er mai 1455 dans le palais épiscopal de Grenoble : vingt-cinq Alleman, en tête desquels le prince-évêque Siboud Alleman et Guigue d'Uriage (Ve du nom), signent un accord de mutuelle assistance si l'un d'eux venait à être attaqué. Monté sur le trône, Louis XI garde cette affaire sur le cœur, et c'est pour se faire pardonner cette fronde que Guigue d'Uriage participe aux côtés du roi à la bataille de Montlhéry (1465) contre la Ligue du Bien public de Charles le Téméraire. Il y entraîne la quasi-totalité des Alleman.
De nouveau en grâce, Guigue d'Uriage devient alors conseiller et chambellan de Louis XI, mais, en 1473, il se laisse entraîner dans une bataille rangée contre les Commier dans le Grésivaudan à proximité de Grenoble. Raoul de Commier, par ailleurs l'un des favoris du roi, a la gorge tranchée, et Guigue est contraint à un exil temporaire.
La famille des Alleman donne plusieurs princes-évêques à Grenoble : Siboud Alleman, Laurent Alleman et Laurent II Alleman se succèdent ainsi d'oncle en neveu entre le XVe siècle et le XVIe siècle.  L'un des petits-fils de Guigue d'Uriage, Soffrey Alleman, est plus connu de l'histoire sous le nom de « capitaine Molard ». Lieutenant général du Dauphiné, il s'illustre lors des guerres d'Italie, trouvant la mort devant Ravenne en 1512. Le chevalier Bayard était un de ses cousins, puisqu'issu par sa mère de la branche des Alleman de Laval (Isère).
Bien qu'on note encore qu'André Alleman, seigneur de Vaulnaveys, est au milieu du XVIe siècle maître de camp des Suisses, c'est-à-dire de la garde rapprochée de Charles IX, les différentes branches des Alleman s'appauvrissent, se dispersent et s'éteignent pendant les guerres de religion. La branche d'Uriage n'échappe pas à la règle : le fils de Soffrey, Philibert, meurt précocement, et le château et ses terres passent de cousin en cousin jusqu'à être vendus en 1630,.
Une autre famille qui a marqué l'histoire de Vaulnaveys est celle des Ruynat : il subsiste d'elle la tour de leur maison forte au hameau des Guichards. Objet de multiples transactions, échanges et donations, le domaine des anciennes familles seigneuriales se morcelle au cours du XVIIe siècle. Vers 1700, pas moins de dix-huit seigneurs prélèvent des redevances sur les tenures paysannes de Vaulnaveys.

### Époque contemporaine
Du Ier Empire et de la Restauration, on retiendra que la famille Mure de Larnage, apparentée au XVIIIe siècle à la famille Ruynat, a donné un maire à Vaulnaveys de 1806 à 1830, puis de 1840 à 1841.

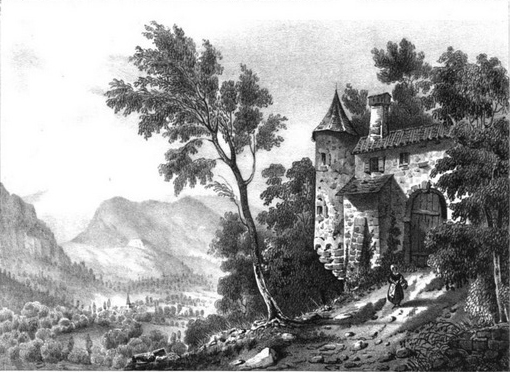
La vallée de Vaulnaveys, vue près du château d'Uriage, au XIXe siècle.

L'essor de Vaulnaveys se fait dès lors en deux temps : du milieu du XIXe siècle au milieu du XXe siècle avec le développement du thermalisme et, depuis le milieu du XXe siècle, avec celui des sports d'hiver. La construction de la route du Sonnant, démarrée vers 1830 et inaugurée en 1843, permet en effet de lancer la station thermale d'Uriage et de désenclaver Vaulnaveys, de même que la construction d'une ligne de tramway à vapeur le long du même axe (1893). D'abord reliant Grenoble à Uriage, cette ligne est prolongée en 1894 jusqu'à Vizille où elle rejoint la ligne Jarrie–Bourg d'Oisans. Elle sera électrifiée en 1901 et fonctionnera jusqu'au début des années 1950.
Vaulnaveys s'efforçait, depuis 1912, d'obtenir le classement d'Uriage en station climatique : cette demande aboutira en 1923.
En 1925, la visite de Gaston Doumergue, président de la République, n'a laissé que peu de traces dans la mémoire collective locale : venu visiter à Grenoble l'Exposition internationale de la houille blanche, il s'est rendu à Vizille en passant par Gières, Uriage et Vaulnaveys.
La construction de la route de Chamrousse en 1936 met les pentes de la chaîne de Belledonne à portée de spatule des Grenoblois. Les Jeux olympiques d'hiver de 1968 consacrent le développement de la station. Celle-ci, située à la fois sur la commune de Saint-Martin-d'Uriage et sur celle de Vaulnaveys-le-Haut, s'émancipe de ses deux tuteurs en 1989 pour constituer une commune à part entière.
Entre-temps, l'équipe locale de rugby (l'Étoile sportive Vaulnaveys) s'illustre en 1974 en remportant le championnat de France. Vaulnaveys, de commune foncièrement rurale et féodale, se transforme peu à peu en commune « urbaine ».

## Politique et administration

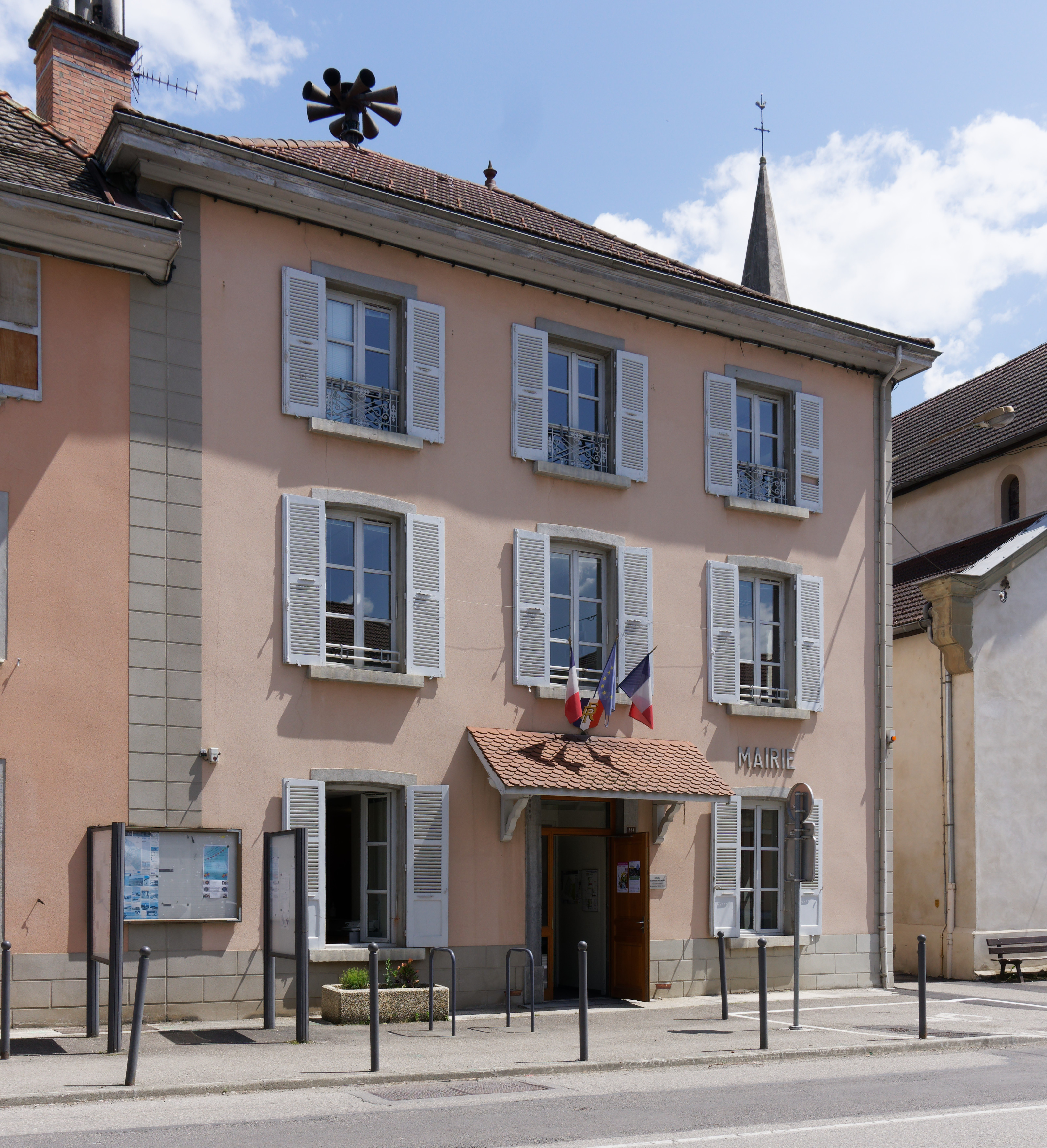
La mairie.

### Liste des maires
| Période                                  | Période   | Identité        | Étiquette | Qualité            |
| ---------------------------------------- | --------- | --------------- | --------- | ------------------ |
| 1878                                     | 1914      | Eugène Riband   |           |                    |
| 1959                                     | 1965      | Jules Bruant    |           | Ancien instituteur |
| 1979                                     | mars 2001 | Alfred Despris  |           |                    |
| mars 2001                                | mars 2014 | Jérôme Richard  | DVD       |                    |
| mars 2014                                | En cours  | Jean-Yves Porta | UDI       | Agent technique    |
| Les données manquantes sont à compléter. |           |                 |           |                    |

## Population et société

### Démographie
L'évolution du nombre d'habitants est connue à travers les recensements de la population effectués dans la commune depuis 1793. Pour les communes de moins de 10 000 habitants, une enquête de recensement portant sur toute la population est réalisée tous les cinq ans, les populations de référence des années intermédiaires étant quant à elles estimées par interpolation ou extrapolation. Pour la commune, le premier recensement exhaustif entrant dans le cadre du nouveau dispositif a été réalisé en 2006.

En 2022, la commune comptait 4 018 habitants, en évolution de +7,87 % par rapport à 2016 (Isère : +3,07 %, France hors Mayotte : +2,11 %).
| 1793  | 1800  | 1806  | 1821  | 1831  | 1836  | 1841  | 1846  | 1851  |
| ----- | ----- | ----- | ----- | ----- | ----- | ----- | ----- | ----- |
| 1 113 | 1 148 | 1 269 | 1 602 | 1 664 | 1 654 | 1 658 | 1 667 | 1 638 |

| 1856  | 1861  | 1866  | 1872  | 1876  | 1881  | 1886  | 1891  | 1896  |
| ----- | ----- | ----- | ----- | ----- | ----- | ----- | ----- | ----- |
| 1 585 | 1 565 | 1 624 | 1 653 | 1 643 | 1 642 | 1 610 | 1 525 | 1 551 |

| 1901  | 1906  | 1911  | 1921  | 1926  | 1931  | 1936  | 1946  | 1954  |
| ----- | ----- | ----- | ----- | ----- | ----- | ----- | ----- | ----- |
| 1 533 | 1 432 | 1 401 | 1 191 | 1 141 | 1 159 | 1 126 | 1 298 | 1 472 |

| 1962  | 1968  | 1975  | 1982  | 1990  | 1999  | 2006  | 2011  | 2016  |
| ----- | ----- | ----- | ----- | ----- | ----- | ----- | ----- | ----- |
| 1 263 | 1 813 | 1 564 | 2 058 | 2 666 | 3 096 | 3 297 | 3 597 | 3 725 |

| 2021  | 2022  | - | - | - | - | - | - | - |
| ----- | ----- | - | - | - | - | - | - | - |
| 4 000 | 4 018 | - | - | - | - | - | - | - |

### Santé
Au milieu du xixe siècle, un fort pourcentage de goitreux et de crétins était relevé dans la vallée de Vaulnaveys. Nièpce, médecin aux thermes d'Allevard, notait en 1851 : « [...] la vallée de Vaulnaveys [est peuplée] de goîtreux et de crétins affectés au plus haut degré. Toute la population présente un aspect des plus chétifs, et contient beaucoup de scrofuleux et de rachitiques [...] ». L'un des premiers guides touristiques français (Joanne 1862, p. 252) a repris ce point de vue : « La science n'a pas encore su expliquer pourquoi cette vallée, ouverte du N. au S., bien exposée et bien aérée, renferme un très-grand nombre de crétins et de goîtreux. » Nièpce, qui incriminait également le déficit des terrains en magnésium, associait déjà ces pathologies à une carence en iode, comme en d'autres endroits des Alpes.

### Enseignement
La commune est rattachée à l'académie de Grenoble.

### Médias
- La Gazette de Vaulnaveys est le magazine municipal[53]
- Historiquement, le quotidien à grand tirage régional Le Dauphiné libéré consacre de façon régulière dans son édition de Grenoble et du sud-Isère, un ou plusieurs articles à l'actualité du canton, de l'agglomération, quelquefois de la commune, ainsi que des informations sur les éventuelles manifestations, les travaux routiers, et autres événements divers à caractère local.

### Sports
- Le golf club d'Uriage

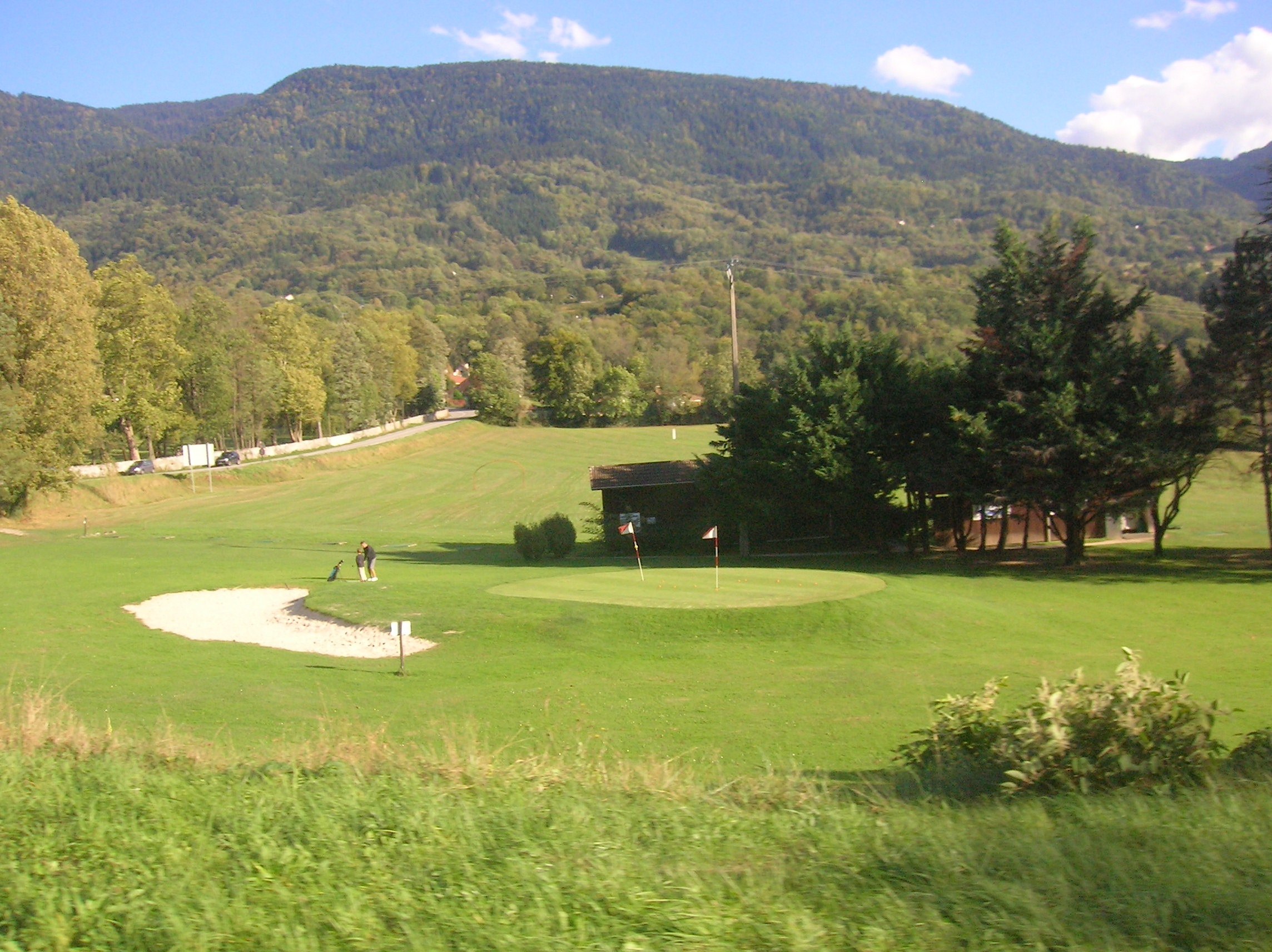
Le golf.

- Étoile sportive vaulnaveys club de rugby

### Cultes
La communauté catholique et l'église paroissiale (propriété de la commune) dépendent de la paroisse Saint Jean de la Croix, elle-même rattachée au diocèse de Grenoble.

## Culture locale et patrimoine

### Lieux et monuments

#### Patrimoine civil

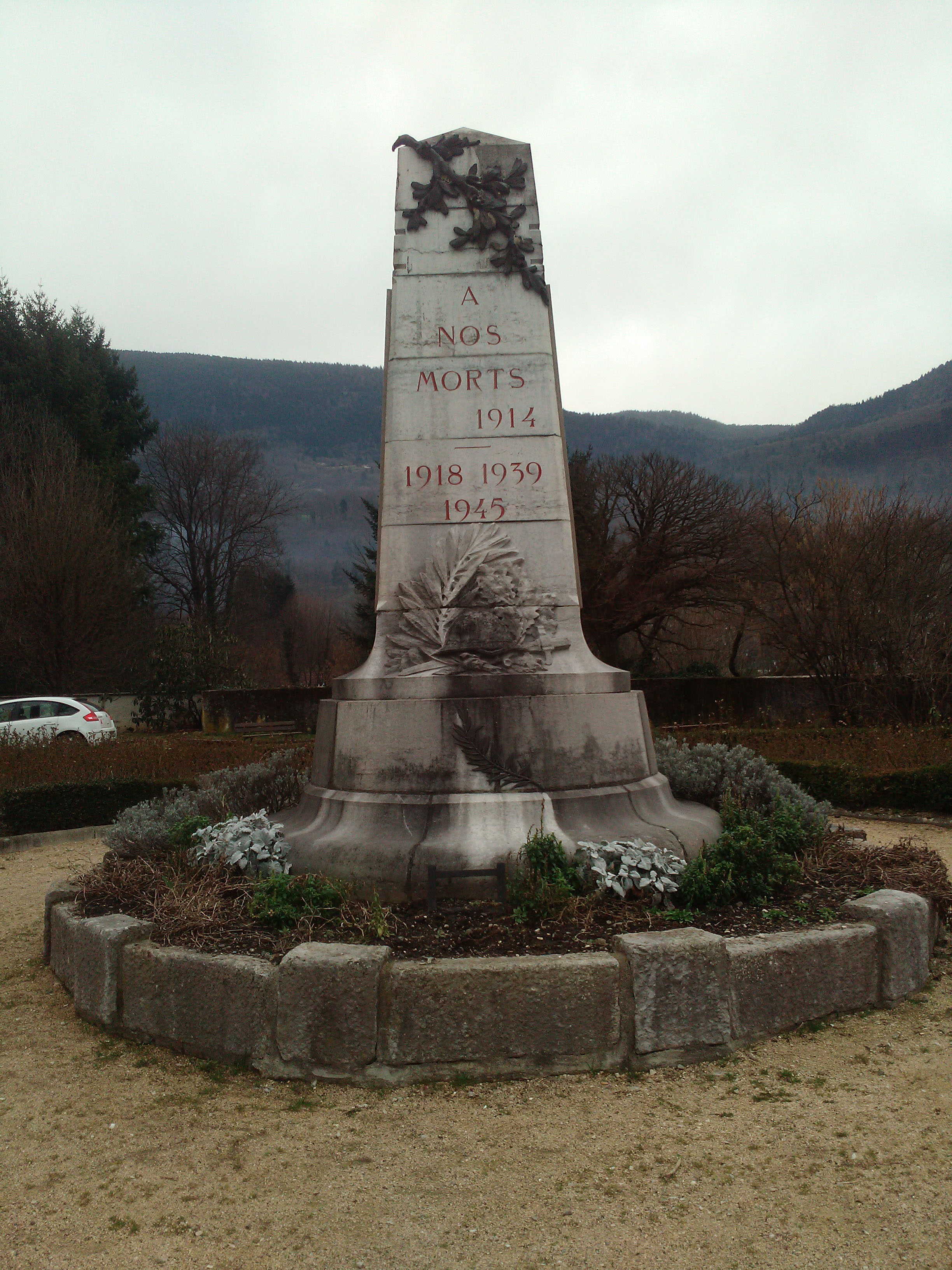
Monument aux morts

- maison forte de La Tour, ou manoir des Ruynat, du XIIIe siècle, aux Guichards[55].
- manoir des Alberges, du XIXe siècle[55].
- Les vestiges des moulins à blé et à huile, sur les torrents de la Gorge et du Vernon.
- Les vestiges des moulins à eau : le moulin de « la Ville » ou moulin banal, et le moulin des Roux.
- la ville thermale d'Uriage
- Le patrimoine rural : les maisons rurales à superposition, les maisons dissociées et les maisons unitaires ; les toitures à tuile écaille (qui avaient substitué la chaume) ;
- Cimetière : 1,2 hectare
- Monument aux morts. Réalisé sur un plan de l’architecte grenoblois Louis Fléchères, il est inauguré sur la place de l'église le 27 août 1922. En 1988, l’aménagement de la place impose son déplacement de plusieurs mètres en arrière de sa position d'origine[56].

#### Patrimoine religieux
- Site de la chartreuse de Prémol, fondée en 1234 à 1 095 mètres d'altitude en direction de Chamrousse. Du couvent démantelé sous la Révolution, il ne subsiste, en dehors de la maison forestière, que des ruines[55].
- Église Saint-Jean-Baptiste. La présence d'une église est attestée dès le XIe siècle à son emplacement actuel. L'église primitive était organisée selon un plan classique en croix latine, les plafonds de la nef et du transept étant lambrissés, le plancher en bois et le toit couvert d’ardoise. L’aspect qu’on lui connaît de nos jours est le résultat d’importantes transformations réalisées au cours des siècles. Le clocher daterait du XVe siècle[55] mais il est alors coiffé d’une flèche en bois. En 1699, le chœur est maçonné selon le style roman en « cul de four ». Puis entre 1728 et 1731, c’est la flèche du clocher qui est rebâtie en pierre, sur le modèle du clocher de l’église Saint-André de Grenoble. Ces deux éléments, chœur et clocher, sont les parties les plus anciennes encore visibles. En effet, d’importants travaux réalisés entre 1865 et 1868 modifient considérablement la structure originelle du bâtiment : l’ancienne église est rasée jusqu’au chœur, une nouvelle nef est bâtie, flanquée de deux bas côtés, donnant ainsi plus d'espace aux paroissiens. Le toit reçoit alors sa couverture de tuile tandis qu’à l’intérieur le sol est recouvert de carreaux de ciment. Autre curiosité, dans le chœur, le maître-autel (milieu XVIIIe siècle), classé aux monuments historiques, provient probablement de la Chartreuse de Prémol.
- Oratoire ou chapelle, connu à niveau local comme « calvaire »[57], dont la date de construction est incertaine. Il se trouve au croisement du chemin des Bargeonniers et de la route de Brié. Cette dernière menait autrefois à l’ancienne chapelle Saint-Christophe, aujourd’hui disparue, et qui fut, sans doute, le premier lieu de culte de la paroisse au haut Moyen Âge.
- Chapelle de Belmont (seconde moitié du XVIIe siècle).

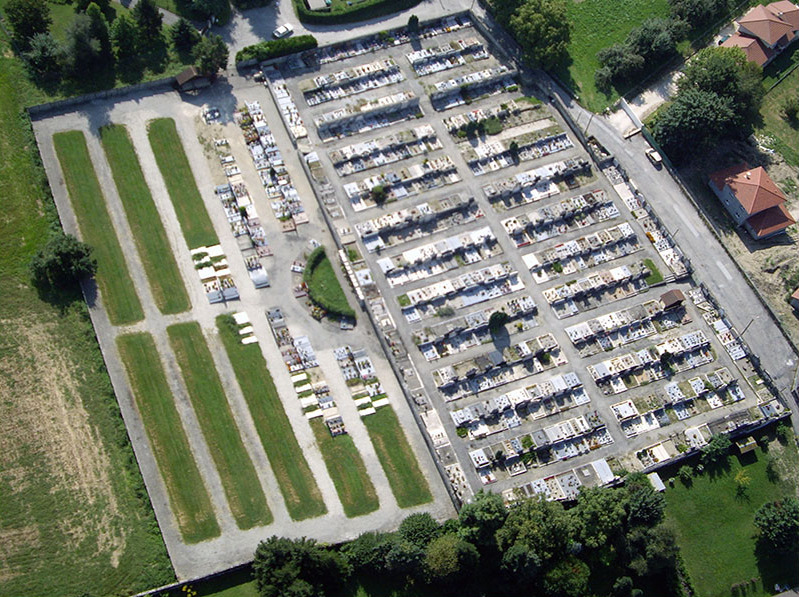
Vue aérienne du cimetière.
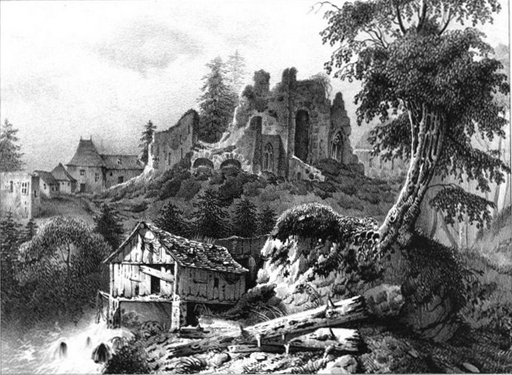
Ruines de la Chartreuse de Prémol, au XIXe siècle[29].
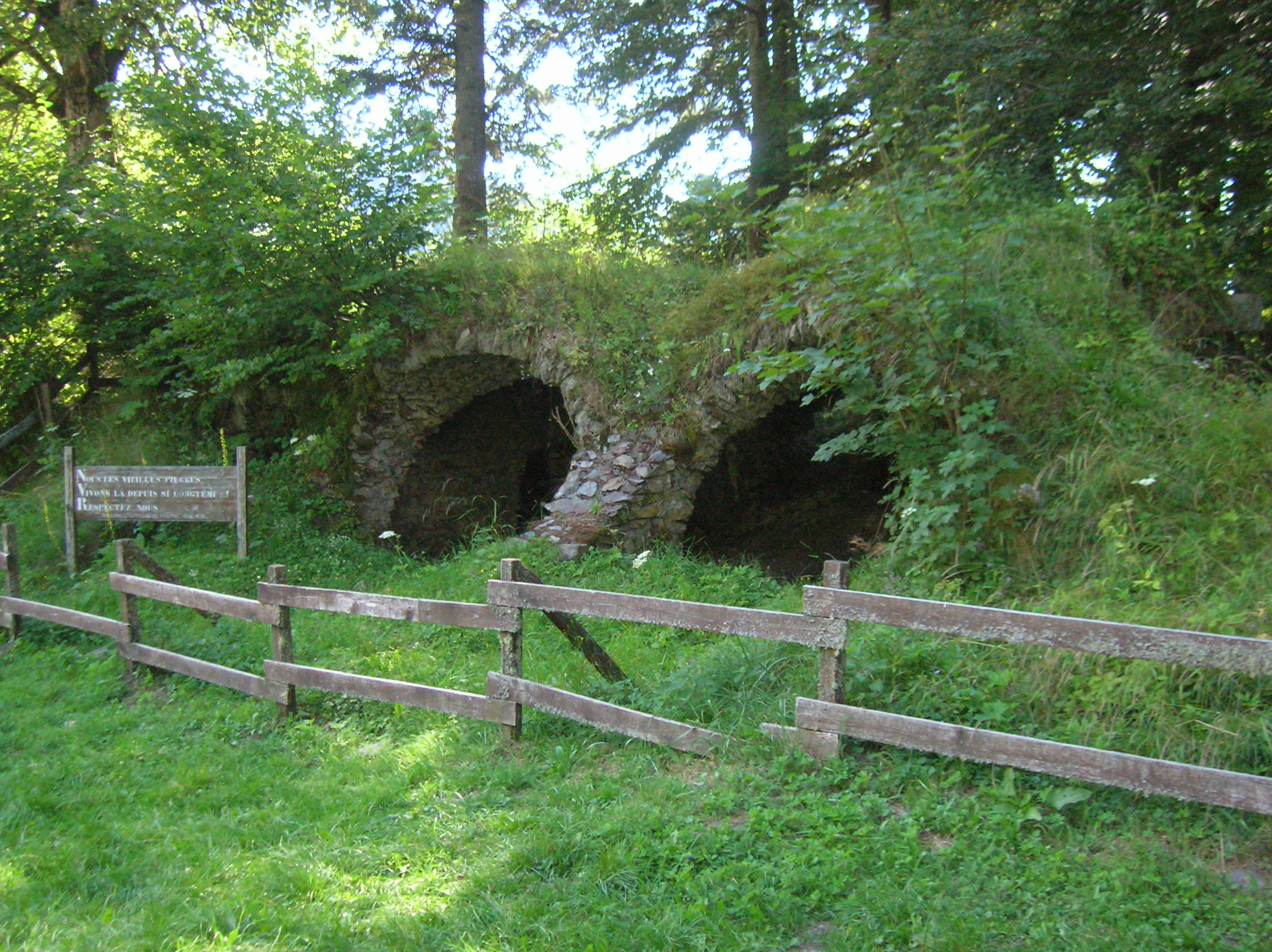
Vestiges de la porterie de la Chartreuse.
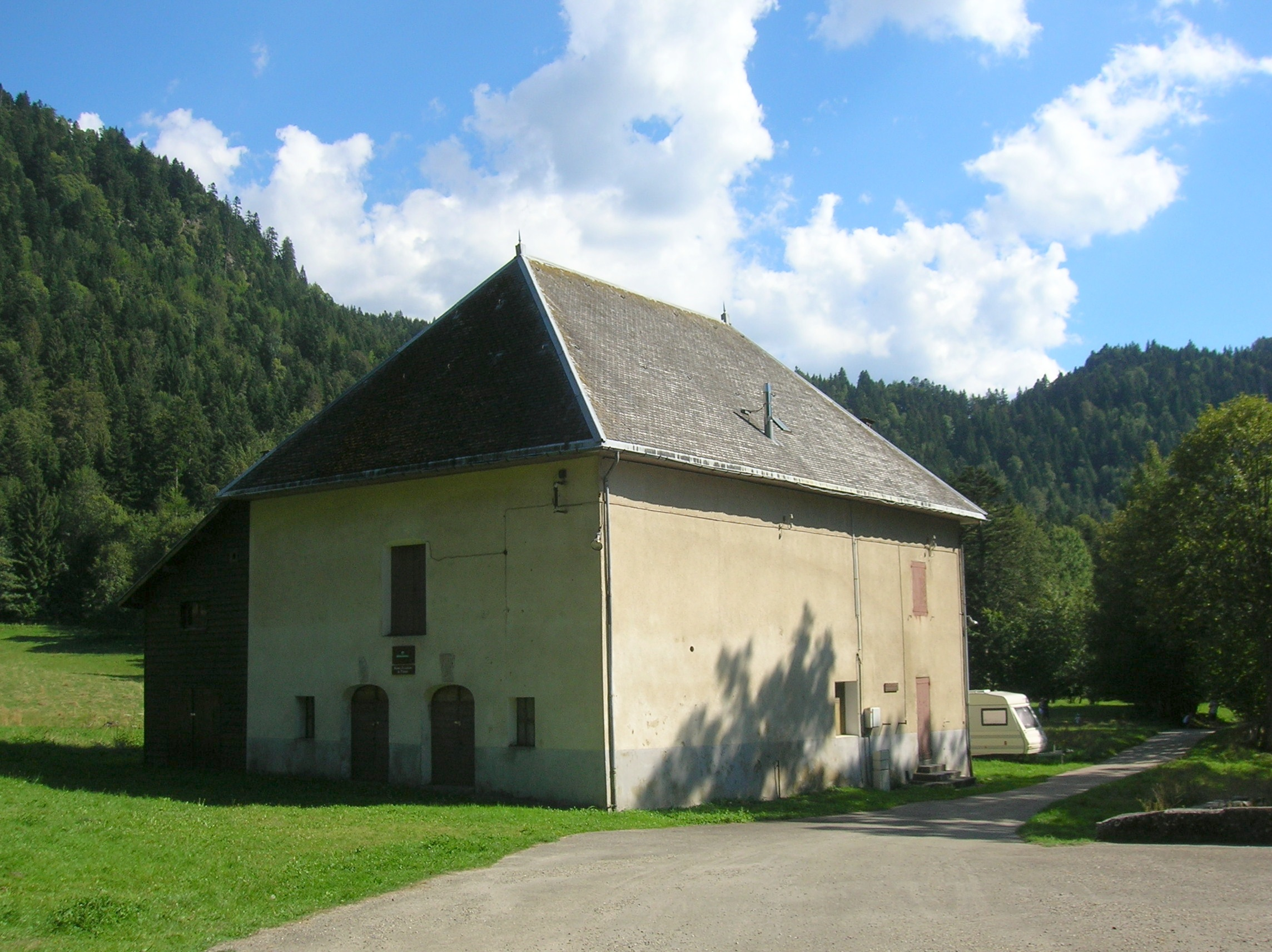
La maison forestière de Prémol.
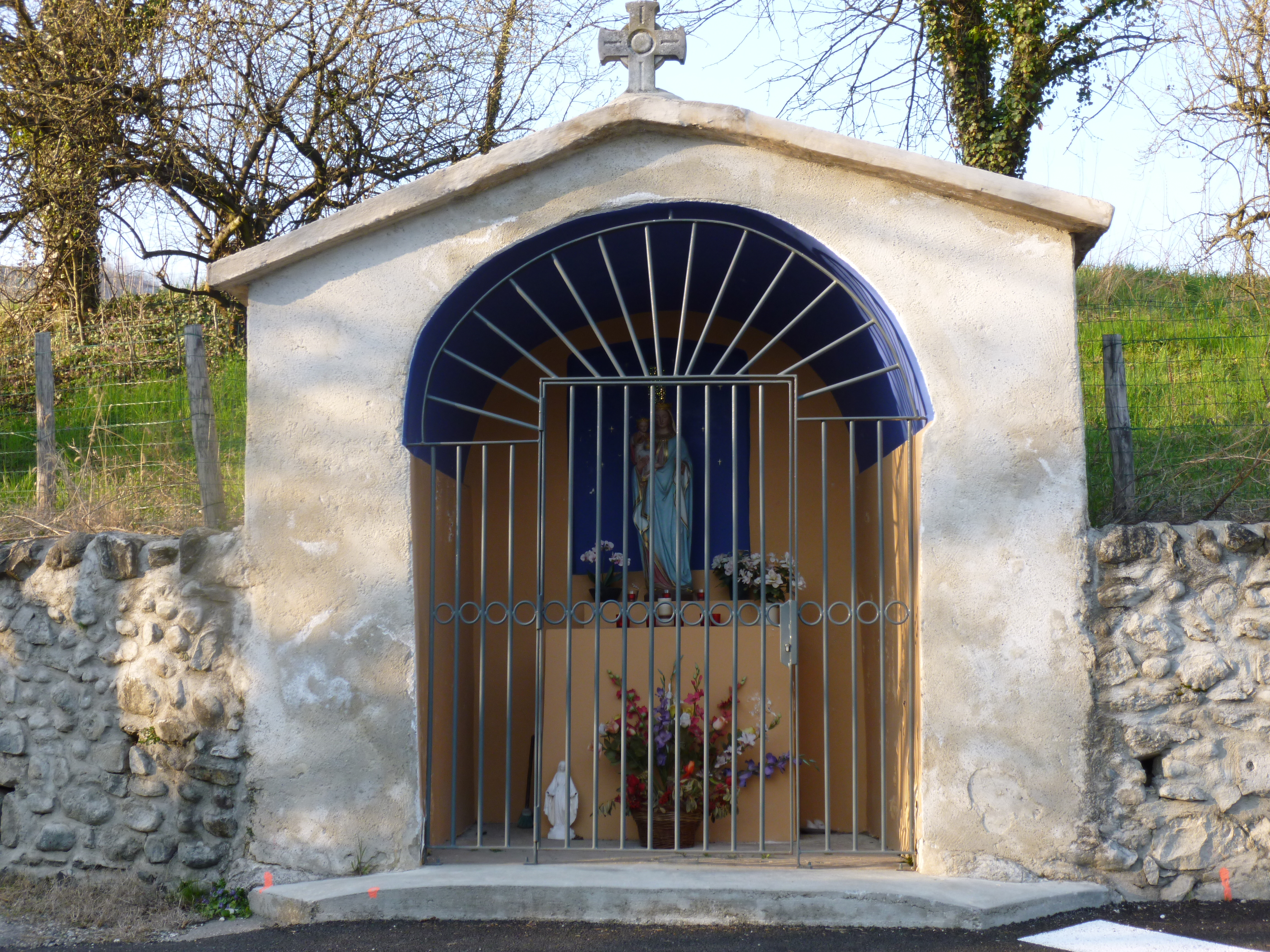
L'oratoire au pied de la route de Brié. Sa date de construction reste incertaine.
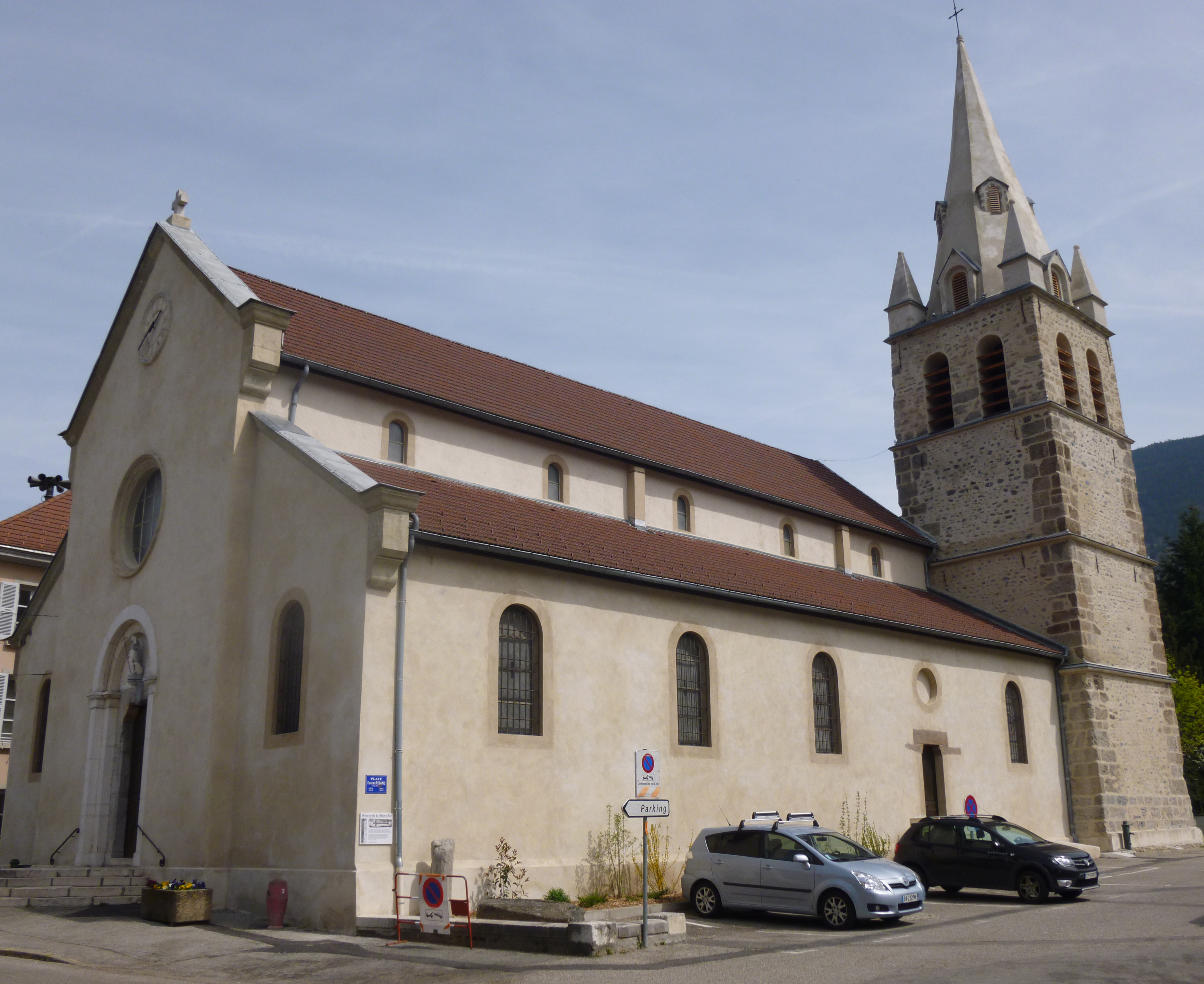
L'église Saint-Jean-Baptiste.

### Héraldique
|  | Vaulnaveys-le-Haut possède des armoiries dont l'origine et le blasonnement exact ne sont pas disponibles. |